# Manuel Martínez (meksykański piłkarz)
Manuel Martínez Iñiguez (ur. 3 stycznia 1972 w Guadalajarze) – meksykański piłkarz występujący najczęściej na pozycji pomocnika lub napastnika, obecnie trener.